# Caldera
Caldera (obecnie częściej pod nazwą The SCO Group) – amerykańska korporacja informatyczna. Powstała w 1994 założona przez Raya Noordę i Ransoma Love jako dystrybutor systemu GNU/Linux oraz dostarczyciel opartych na nim gotowych rozwiązań informatycznych i usług. 
W 1998 roku pod nazwą Lineo została wydzielona część zajmująca się tworzeniem linuksowych systemów wbudowanych. Główna część działała dalej jako Caldera Systems koncentrując się na linuksowych rozwiązaniach serwerowych i biurkowych pod wspólną nazwą OpenLinux. 
W 2000 roku przedsiębiorstwo zadebiutowało na NASDAQ, amerykańskiej giełdzie nowych technologii. 2 sierpnia na fali informatycznego boomu inwestycyjnego Caldera przejęła główną część podzielonej korporacji Santa Cruz Operation. Za 7 mln USD Caldera nabyła cały dział zajmujący się rozwijaniem i sprzedażą systemów UNIX (OpenDesktop, OpenServer - dawny Xenix oraz UnixWare) wraz z prawami do kodu drzewa rozwojowego Systemu V. Początkowo przedsiębiorstwo funkcjonowała jako Caldera International, jednak wobec przewagi dochodów ze sprzedaży usług i produktów związanych z Uniksem w 2001 połączone korporacje Caldera/SCO zaczęła występować pod nazwą handlową przejętego przez siebie SCO (pozostała część SCO działa pod firmą Tarantella).
23 stycznia 2002 roku Caldera/SCO udostępniło na licencji BSD pełny kod z dawnej rozwojowej gałęzi systemu powstałego w AT&T, tzw. Research Unix począwszy od wersji V1-7 po 32V. 
Rok później, 9 marca 2003, Caldera/SCO oskarżyło IBM o ujawnienie należących do pierwszego z przedsiębiorstw tajemnic handlowych i technologicznych związanych z kodem systemu Unix przez ich implementację w poprawkach przekazanych do jądra systemu Linux, domagając się jednocześnie ponad 1 mld USD odszkodowania za poniesione straty. W czerwcu tegoż roku powód ogłosił, iż cofa wydaną IBM licencję na wykorzystanie technologii UNIX w systemie AIX.
Caldera/SCO zagroziło następnie podjęciem kroków prawnych przeciwko innym dystrybutorom Linuksa, w tym członkom współtworzonego przez Calderę/SCO konsorcjum UnitedLinux. Jedną z konsekwencji tego postępowania było wstrzymanie sprzedaży własnej dystrybucji Linuksa.